# Кастело Молина ди Фјеме (Тренто)
Кастело Молина ди Фјеме је насеље у Италији у округу Тренто, региону Трентино-Јужни Тирол.
Према процени из 2011. у насељу је живело 1106 становника. Насеље се налази на надморској висини од 970 м.